# Hallgarten (Pfalz)
Hallgarten település Németországban, Rajna-vidék-Pfalz tartományban. Lakosainak száma 793 fő (2023. december 31.).

## Népesség
A település népességének változása:
| Lakosok száma | 735  | 754  | 741  | 747  | 777  | 793  |
|               | 1975 | 2017 | 2019 | 2021 | 2022 | 2023 |